# Damouzy
Damouzy ist eine französische Gemeinde mit 428 Einwohnern (Stand: 1. Januar 2022) im Département Ardennes in der Region Grand Est. Sie gehört zum Arrondissement Charleville-Mézières und zum Kanton Charleville-Mézières-2.

## Geographie
Damouzy liegt etwa vier Kilometer nordwestlich des Stadtzentrums von Charleville-Mézières und wird im Süden vom Fluss Sormonne begrenzt. Umgeben wird Damouzy von den Nachbargemeinden Sécheval im Nordwesten und Norden, Bogny-sur-Meuse im Norden und Nordosten, einer Exklave von Nouzonville im Nordosten, Charleville-Mézières im Osten, Warcq im Süden, Belval im Südwesten, Tournes im Westen sowie Houldizy, Arreux und Montcornet im Westen und Nordwesten.
Ein Teil des Flughafens Charleville-Mézières liegt im Südwesten der Gemeinde.

## Bevölkerungsentwicklung
| Jahr                       | 1962 | 1968 | 1975 | 1982 | 1990 | 1999 | 2006 | 2019 |
| -------------------------- | ---- | ---- | ---- | ---- | ---- | ---- | ---- | ---- |
| Einwohner                  | 248  | 292  | 339  | 373  | 428  | 448  | 429  | 458  |
| Quellen: Cassini und INSEE |      |      |      |      |      |      |      |      |

## Sehenswürdigkeiten

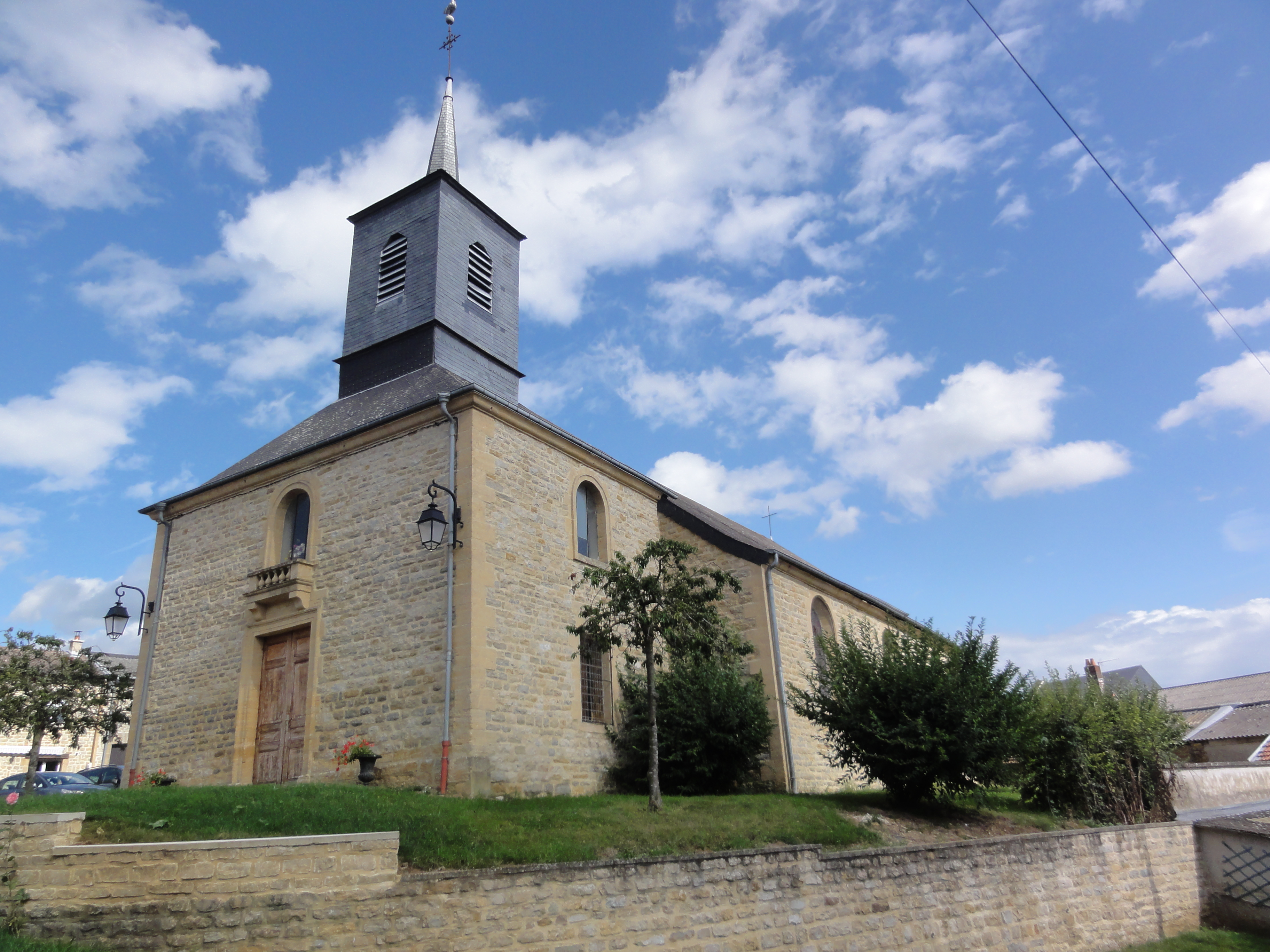
Kirche Saint-Rémy

- Kirche Saint-Rémy